# トィシャツキー
トィシャツキー（ティシャツキー）（ロシア語: Тысяцкий）とは、中世ルーシにおける都市の官吏を指す言葉である。日本語文献では千人長、千戸官などの訳が当てられている。
（留意事項）：本頁の歴史的用語のカタカナ表記やキリル文字表記は、便宜上、ロシア語に基づくものに統一している。ウクライナ語・ベラルーシ語等に関しては多言語版へのリンクを参照。

## 概要
トィシャツキーは、元来はトィシャチ（тысячи / 中世ルーシの国民軍）と呼ばれる都市所属の民兵隊(ru)の指揮官を指す言葉であった。この軍事指揮官であるトィシャッキーは、10人のソツキー(ru)（Сотский / 百人長）を指揮する立場にあった（現代ロシア語で「тысяча」は1000、「сотня」は100の意）。後世には、都市の発展の過程に沿って、軍事的分掌と平行して、裁判権や交易に関する判断などの都市の政策に関する全権がトィシャツキーの元に集中するようになった。
中世ルーシは、諸公国や諸都市によって、為政者層であるクニャージ（公）、ボヤーレ（貴族）、ヴェーチェ（民会）等の権力バランスに差異があった。クニャージの権力の強い都市においては、強い影響力を持つボヤーレ階級の者が数十年の間継続してトィシャツキーの地位にあり、さらに子孫にその地位を継承するということが頻繁にみられた。一方、クニャージの統治下にありつつも、ヴェーチェによる統治の慣習が強い都市においては、トィシャツキーは選挙によって選ばれた。
モスクワ大公国の強大化に伴い、トィシャツキーの役割は徐々に縮小・廃止されていった。ノヴゴロドでは、15世紀後半にモスクワ大公国に併合されるまでトィシャツキーの役職は保持されていた。

## キエフ
各人物についてはru:Тысяцкий#Киевские тысяцкие中の一覧を参照されたし
キエフ・ルーシ期のキエフにおける、年代記上のトゥイシャツキーの初出は、ヴォエヴォダ（軍司令官）のヤン・ヴィシャティチを「キエフのトゥイシャツキー」と記した1089年の記述である。トィシャツキーは都市民からなる民兵軍を統率し、都市の管理に従事したが、キエフの政治・経済的価値の減少に伴い、13世紀半ばに廃止された。モンゴルのルーシ侵攻によるキエフ陥落（1240年）までの間には、ヤン・ヴィシャティチ、プチャタ・ヴィシャティチ等の、軍司令官としての事跡が年代記に記録されるトィシャツキーがいる。また、年代記上の「キエフ人」等の表現は、都市所属のポルク(ru)（軍隊・連隊）を意味する場合が多く、その指揮官であるトゥイシャツキーと都市民との密接な関係が示唆される。

## ノヴゴロド
各人物についてはru:Тысяцкий#Тысяцкие Великого Новгорода中の一覧を参照されたし
ヴェーチェ（民会）の権限の強いノヴゴロドのトィシャツキーには特殊な形態が見られた。トィシャツキーが都市の百人組組織から発展した点は他の諸都市と同様であるが、他の都市とは異なり、百人組組織はボヤーレ（貴族）の管轄下に置かれた一方で、クニャージ（公）に属するトィシャツキーが存在していた。このトィシャツキーはクニャージの統治機構と連携して都市を管理した。また、他所からの移住者によるポサードが発展すると、クニャージによってポサードの管理にあたるトィシャツキーが任命された。ボヤーレとクニャージは、都市の統治に関するすべての権限を手中に収めようとする権力闘争の時代を一定期間繰り広げたが、最終的には12世紀末に、ヴェーチェ（民会）によってトイシャツキーを選出する形態が確立した。この改革は、ボヤーレ階級の地位を強化し、百人組組織は都市のヴェーチェの管轄下に置かれることになった。年代記上における、最初の選出されたトィシャツキーはミロネグという人物であり、その選挙は1190年ごろに行われた。
ただし、12 - 13世紀のノヴゴロドでは、トィシャツキーの職にボヤーレが就くことはなく、ジィティイ・リュージ(ru)(ボヤーレと中位の商人との間に位置する社会的階級層）から選出され、その活動はヴェーチェに対してのみ説明責任があった。トゥイシャツキーの第一の活動は、ジィティイ・リュージやチェルヌィー・リュージ(ru)（都市民の中の低位・非特権階級層）の代表者としての性格を帯びていた。
また、商取引に関する裁判や、貿易に関する度量衡の監視組織にも携わった。商業裁判所の明確な構成は断定できないものの、都市民による商工業者組織であるイヴァン商人団の代表やトゥイシャツキーが裁判に参加する一方、ボヤーレやポサードニク（市長）の干渉は認められていなかった。このように、ノヴゴロドにおけるトィシャツキーは、ルーシ内外とノヴゴロドとの交易協定の場において欠かせない役職へと発展した。このような制度を通して、ボヤーレ層以外の階級の人々が、都市の運営に関わっていた。
しかし14世紀の第一四半期から、都市の運営において重要な役職であるポサードニクの座をボヤーレが占めるようになると、ボヤーレからのトィシャツキーの選出が始まった。ボヤーレ出身のトゥイシャツキーの初期の人物としてはオスタフィー・ドヴォリャニネツ(ru)が挙げられる。また、以降のトゥイシャツキーの役職は、ポサードニクに選出される前段階の足がかり的な役職となった。トゥイシャツキーの権限は名目上のものとなり、商取引に関する裁判等も、ボヤーレからなる代議員によって執り行われるようになった。15世紀には任期を一年とする制度が導入された。
1478年、ノヴゴロド共和国はモスクワ大公国に併合され、トィシャツキーは廃止された。

## モスクワ
各人物についてはru:Тысяцкий#Московские тысяцкие中の一覧を参照されたし
タタールのくびき期のモスクワにおいては、イヴァン1世に仕えたプロタシー(ru)等数名のトゥイシャツキーの記録が残る。一般的な説では、モスクワ大公国のトィシャツキーは、最後のトィシャツキーとなったヴァシリー・ヴェリャニコフ(ru)の死亡した1374年に、ウラジーミル大公（兼モスクワ公）ドミートリー・ドンスコイによって廃止されたとみなされている。トィシャツキーの地位を希望したヴァシリーの子のイヴァン(ru)は、1375年にトヴェリ公国へと逃亡したが（なお、イヴァンは共謀者を通じて、ウラジーミル大公位をトヴェリ公に譲渡させる旨のヤルルィク（勅令）をジョチ・ウルスのハーンから引き出すことに成功している。）、1379年のクリコヴォの戦いにおいて捕縛され、反逆者として死刑になっている。
ただし、トィシャツキーはこの時に廃止されたのではないとみなす研究者もあり、それによれば、トィシャツキーの職務は、ヴァシリーの兄弟でオコーリニチー(ru)（Окольничий / 13 - 18世紀の高等宮内官）のティモフェイに移管されたとみなしている。いずれにせよ、ヴァシリー以降にモスクワでトゥイシャツキーに任命されたものはいない。
なお、国家の官吏としてのトィシャツキーは上記のとおりであるが、以降のモスクワ大公国期、ロシア・ツァーリ国期の長期に渡って、結婚式の世話役頭に対しトィシャツキーという名前が用いられていた。